# José Agostinho de Macedo
José Agostinho de Macedo (Beja, 11 settembre 1761 – Lisbona, 2 ottobre 1831) è stato uno scrittore e poeta portoghese.
Di povera famiglia, studiò latino e retorica a Lisbona in un istituto dell'Ordine di Sant'Agostino; a causa della sua turbolenta natura venne più volte trasferito da un convento all'altro sino al suo definitivo abbandono della vita monastica. Nel 1790 entrò nella rinata Arcadia Lusitana portando il nome di Elmiro Tagideu. 
Coltivò il poema epico (Oriente, 1814) e scientifico-filosofico (A Meditaçào, 1813; Newton, 1818); la sua fama è però legata alle opere satiriche, di umori velenosi e di grande vigore polemico, tra le quali ricordiamo il poema Gli asini (Os burros, 1814), contro i letterati. 
Nonostante la sua proverbiale ingratitudine e suoi valori morali tra i peggiori, alla sua morte lasciò un gran numero di ammiratori ed un'effimera ma grande reputazione letteraria. 

## Opere

### Saggi e critica
- Refutação dos Principios Metafísicos e Morais dos pedreiros livres e iluminados (1816)
- Os Frades, ou reflexões filosóficas sobre as corporações regulares (1830)
- Cartas Filosóficas a Attico
- O Homem, ou os Límites da Razão; Tentativa filosófica
- A Verdade

### Poesie
- Gama, poema narrativo (1811)
- O Oriente, poema epico (1814)
- Os burros, poema (1814)
- O Argonauta, poemetto
- O Novo Argonauta
- Newton,  poema filosofico (1818)
- A Meditação, poema filosofico
- A Natureza

### Odi
- Ode a Lord Wellington
- 1ª Ode a Alexandre Imperador da Russia
- 2ª Ode a Alexandre Imperador da Russia
- Ode à Ambição de Bonaparte
- Ode ao General Kutusow

### Epistole
- Epistola a Lord Wellington
- Epistola às Nações Aliadas na Passagem do Reno
- Epistola em resposta a outra de Maio e Lima

### Altri lavori
- Os Sebastianistas
- Justa defesa do livro intitulado "Os Sebastianistas"
- Inventário de Sandices
- Exame examinado, risposta a Rocha e Pato
- Mais Lógica
- O Voto, elogio drammatico
- Sermão contra o filosofismo do século XIX (1811)
- O Couto, risposta all'articolo "Regras da Oratória da Cadeira"
- A Análise Analizada, risposta ad A. M. do Couto (1815)
- Colecção de vários e interessantes escitos de José Agostinho de Macedo (1838, opera postuma)